# Rempang
Rempang (indonesisch Pulau Rempang) gehört zu den indonesischen Riau-Inseln vor der Ostküste Sumatras im Malaiischen Archipel.

## Geografie
Rempang liegt nördlich von Galang, westlich von Combol und Citlim sowie südlich von Batam und Bintan. Die Fläche der Insel umfasst 153,6 km², ihre Küstenlinie 78,8 km. Die höchste Erhebung beträgt 150 m.
Zusammen mit den Nachbarinseln bildet sie die Inselgruppe Barelang (abgekürzt aus Batam-Rempang-Galang). 
Die Stadt Airnanti liegt im Norden, Sembulang im Südosten. Zahlreiche kleinere Inseln lagern sich besonders an der Nordküste an.

## Verkehr
Die 1997 errichtete und 385 m lange Barelang-Brücke verbindet Rempang mit der südlichen Nachbarinsel Galang.
Die Straße Jl. Trans Barelang verbindet Rempang mit der nördlichen Nachbarinsel Batam über einige Straßenbrücken zu kleineren Inseln: von Rempang nach Setoko (365 m lang), von Setoko nach Nipah (270 m), von Nipah nach Tonton (420 m, 1997 fertiggestellt) und von Tonton nach Batam (644 m und ebenfalls 1997 fertiggestellt).
Rempang ist mit der Fähre in einer halben Stunde von Tanjung Pinang auf Bintan erreichbar.